# Segona divisió espanyola de futbol 1941-1942
Resum de l'activitat de la temporada 1941-1942 de la Segona divisió espanyola de futbol.

## Grup 1

### Clubs participants
| Club                      | Ciutat     | Estadi        |
| ------------------------- | ---------- | ------------- |
| Arenas Club               | Getxo      | Ibaiondo      |
| Barakaldo-Oriamendi       | Barakaldo  | Lasesarre     |
| Club Ferrol               | Ferrol     | Inferniño     |
| Real Gijón                | Gijón      | El Molinón    |
| Real Unión Club           | Irun       | Stadium Gal   |
| UD Salamanca              | Salamanca  | El Calvario   |
| Real Santander SD         | Santander  | El Sardinero  |
| Real Valladolid Deportivo | Valladolid | José Zorrilla |

### Classificació
| Pos | Equip               | PJ | PG | PE | PP | GF | GC | DG  | Pts | Classificació o descens |
| --- | ------------------- | -- | -- | -- | -- | -- | -- | --- | --- | ----------------------- |
| 1   | Real Gijón          | 14 | 8  | 4  | 2  | 37 | 23 | +14 | 20  | Promoció d'ascens       |
| 2   | UD Salamanca        | 14 | 9  | 0  | 5  | 31 | 25 | +6  | 18  | Promoció d'ascens       |
| 3   | Ferrol              | 14 | 7  | 3  | 4  | 34 | 20 | +14 | 17  | Promoció de descens     |
| 4   | Real Santander      | 14 | 5  | 5  | 4  | 26 | 26 | 0   | 15  | Promoció de descens     |
| 5   | Reial Valladolid    | 14 | 6  | 2  | 6  | 32 | 21 | +11 | 14  | Promoció de descens     |
| 6   | Barakaldo-Oriamendi | 14 | 6  | 2  | 6  | 32 | 29 | +3  | 14  | Promoció de descens     |
| 7   | Arenas              | 14 | 5  | 0  | 9  | 24 | 38 | −14 | 10  | Promoció de descens     |
| 8   | Real Unión (R)      | 14 | 1  | 2  | 11 | 16 | 50 | −34 | 4   | Promoció de descens     |

### Resultats
| Casa \ Fora         | ARE | BAR | FER | SPO | RAC | RUN | SAL | VLL |
| ------------------- | --- | --- | --- | --- | --- | --- | --- | --- |
| Arenas              | —   | 2–1 | 2–1 | 1–2 | 3–1 | 4–3 | 2–3 | 1–4 |
| Barakaldo-Oriamendi | 4–1 | —   | 3–4 | 3–3 | 3–2 | 6–1 | 4–1 | 1–0 |
| Ferrol              | 3–1 | 3–0 | —   | 6–1 | 5–0 | 5–1 | 3–1 | 1–1 |
| Real Gijón          | 5–1 | 2–0 | 3–2 | —   | 3–3 | 8–1 | 3–1 | 2–1 |
| Real Santander      | 3–2 | 2–2 | 0–0 | 2–2 | —   | 3–0 | 3–0 | 1–0 |
| Real Unión          | 2–3 | 2–3 | 0–0 | 1–0 | 2–2 | —   | 1–2 | 1–4 |
| UD Salamanca        | 2–0 | 3–1 | 3–1 | 0–2 | 3–1 | 5–0 | —   | 4–3 |
| Reial Valladolid    | 4–1 | 3–1 | 4–0 | 1–1 | 1–3 | 5–1 | 1–3 | —   |

| Golejador        | Gols | Equip            |
| ---------------- | ---- | ---------------- |
| José Mijares     | 18   | Real Gijón       |
| Pruden           | 16   | UD Salamanca     |
| Portugués        | 12   | Ferrol           |
| Ildefonso Sañudo | 12   | Reial Valladolid |
| Martín Aroma     | 9    | Arenas           |

| Porter           | Gols | Partits | Mitjana | Equip          |
| ---------------- | ---- | ------- | ------- | -------------- |
| Moreno           | 16   | 12      | 1.33    | Ferrol         |
| Manuel Joven     | 19   | 12      | 1.58    | UD Salamanca   |
| Pablito          | 19   | 11      | 1.73    | Real Gijón     |
| Joaquín Caller   | 24   | 13      | 1.85    | Real Santander |
| José María Busto | 24   | 12      | 2       | Barakaldo CF   |

## Grup 2

### Clubs participants
| Club                 | Ciutat        | Estadi           |
| -------------------- | ------------- | ---------------- |
| Deportivo Alavés     | Vitòria       | Mendizorroza     |
| CE Constància        | Inca          | Camp d'Es Cos    |
| AD Ferroviaria       | Madrid        | Camp de Delicias |
| Girona CF            | Girona        | Vista Alegre     |
| UE Llevant-Gimnàstic | València      | Vallejo          |
| CA Osasuna           | Pamplona      | San Juan         |
| Reial Societat       | Sant Sebastià | Atotxa           |
| CD Sabadell FC       | Sabadell      | Creu Alta        |

### Classificació
| Pos | Equip                  | PJ | PG | PE | PP | GF | GC | DG  | Pts | Classificació o descens |
| --- | ---------------------- | -- | -- | -- | -- | -- | -- | --- | --- | ----------------------- |
| 1   | CE Sabadell            | 14 | 6  | 7  | 1  | 26 | 13 | +13 | 19  | Promoció d'ascens       |
| 2   | Reial Saragossa (O, P) | 14 | 6  | 4  | 4  | 30 | 26 | +4  | 16  | Promoció d'ascens       |
| 3   | Alavés                 | 14 | 7  | 2  | 5  | 32 | 28 | +4  | 16  | Promoció de descens     |
| 4   | Constància             | 14 | 5  | 5  | 4  | 28 | 18 | +10 | 15  | Promoció de descens     |
| 5   | Girona FC              | 14 | 6  | 3  | 5  | 24 | 20 | +4  | 15  | Promoció de descens     |
| 6   | CA Osasuna             | 14 | 5  | 3  | 6  | 29 | 24 | +5  | 13  | Promoció de descens     |
| 7   | Ferroviaria            | 14 | 5  | 2  | 7  | 18 | 23 | −5  | 12  | Promoció de descens     |
| 8   | Llevant-Gimnàstic (R)  | 14 | 2  | 2  | 10 | 17 | 52 | −35 | 6   | Promoció de descens     |

### Resultats
| Casa \ Fora       | ALA | CON | FER | GIR | LEV | OSA | SAB | ZAR |
| ----------------- | --- | --- | --- | --- | --- | --- | --- | --- |
| Alavés            | —   | 2–2 | 3–0 | 1–0 | 7–1 | 3–1 | 2–1 | 2–0 |
| Constància        | 3–0 | —   | 1–0 | 1–1 | 6–1 | 2–2 | 1–2 | 5–1 |
| Ferroviaria       | 2–3 | 2–1 | —   | 1–0 | 2–1 | 3–1 | 0–2 | 1–1 |
| Girona FC         | 2–1 | 0–3 | 4–1 | —   | 6–2 | 0–2 | 0–1 | 3–2 |
| Llevant-Gimnàstic | 4–2 | 0–0 | 0–4 | 1–2 | —   | 4–2 | 1–1 | 1–3 |
| CA Osasuna        | 6–2 | 3–2 | 2–0 | 1–3 | 7–0 | —   | 1–1 | 0–0 |
| CE Sabadell       | 1–1 | 1–1 | 1–1 | 1–1 | 6–0 | 2–0 | —   | 4–2 |
| Reial Saragossa   | 5–3 | 3–0 | 3–1 | 2–2 | 4–1 | 2–1 | 2–2 | —   |

| Golejador              | Gols | Equip           |
| ---------------------- | ---- | --------------- |
| Carlos Sanz            | 16   | Constància      |
| Miquel Gual            | 12   | CE Sabadell     |
| Vicent Martínez        | 10   | Reial Saragossa |
| Totó                   | 9    | Alavés          |
| Florentino Zubizarreta | 7    | Alavés          |

| Porter         | Gols | Partits | Mitjana | Equip           |
| -------------- | ---- | ------- | ------- | --------------- |
| Ricard Pujol   | 9    | 11      | 0.82    | CE Sabadell     |
| Andreu Company | 18   | 14      | 1.29    | Constància      |
| Josep Francàs  | 20   | 14      | 1.43    | Girona FC       |
| Jesús Ederra   | 18   | 11      | 1.64    | CA Osasuna      |
| José Valero    | 20   | 12      | 1.67    | Reial Saragossa |

## Grup 3

### Clubs participants
| Club                | Ciutat               | Estadi                 |
| ------------------- | -------------------- | ---------------------- |
| Real Betis Balompié | Sevilla              | Heliópolis             |
| Cadis CF            | Cadis                | La Mirandilla          |
| Cartagena CF        | Cartagena            | El Almarjal            |
| SD Ceuta            | Ceuta                | Campo de Deportes      |
| Elx CF              | Elx                  | Altabix                |
| CD Málaga           | Màlaga               | La Rosaleda            |
| Reial Múrcia        | Múrcia               | Estadi de La Condomina |
| Xerez Club          | Jerez de la Frontera | Domecq                 |

### Classificació
| Pos | Equip              | PJ | PG | PE | PP | GF | GC | DG  | Pts | Classificació o descens |
| --- | ------------------ | -- | -- | -- | -- | -- | -- | --- | --- | ----------------------- |
| 1   | Reial Betis (O, P) | 14 | 8  | 4  | 2  | 39 | 22 | +17 | 20  | Promoció d'ascens       |
| 2   | Reial Múrcia       | 14 | 8  | 1  | 5  | 37 | 28 | +9  | 17  | Promoció d'ascens       |
| 3   | Cadis CF           | 14 | 7  | 2  | 5  | 30 | 19 | +11 | 16  | Promoció de descens     |
| 4   | CD Málaga          | 14 | 5  | 4  | 5  | 19 | 21 | −2  | 14  | Promoció de descens     |
| 5   | Ceuta              | 14 | 5  | 4  | 5  | 27 | 19 | +8  | 14  | Promoció de descens     |
| 6   | Elx CF             | 14 | 4  | 3  | 7  | 23 | 35 | −12 | 11  | Promoció de descens     |
| 7   | Xerez Club         | 14 | 3  | 4  | 7  | 25 | 36 | −11 | 10  | Promoció de descens     |
| 8   | Cartagena CF (R)   | 14 | 3  | 4  | 7  | 19 | 39 | −20 | 10  | Promoció de descens     |

| Golejador       | Gols | Equip        |
| --------------- | ---- | ------------ |
| José Vilanova   | 14   | Reial Múrcia |
| Paquirri        | 13   | Reial Betis  |
| Saro            | 10   | Reial Betis  |
| Tavilo          | 9    | Ceuta        |
| Manuel Olivares | 8    | CD Málaga    |

| Porter           | Gols | Partits | Mitjana | Equip        |
| ---------------- | ---- | ------- | ------- | ------------ |
| Joaquín Comas    | 12   | 12      | 1       | Ceuta        |
| Ramón Mendaro    | 21   | 14      | 1.5     | CD Málaga    |
| Francisco Suárez | 19   | 12      | 1.58    | Reial Múrcia |
| Paquillo         | 21   | 13      | 1.62    | Reial Betis  |
| Francisco Larios | 27   | 11      | 2.45    | Xerez Club   |

## Promoció d'ascens

### Classificació
| Pos | Equip               | PJ | PG | PE | PP | GF | GC | DG  | Pts | Classificació o descens  |
| --- | ------------------- | -- | -- | -- | -- | -- | -- | --- | --- | ------------------------ |
| 1   | Reial Betis (C, P)  | 10 | 7  | 1  | 2  | 21 | 17 | +4  | 15  | Ascens a Primera Divisió |
| 2   | Reial Saragossa (P) | 10 | 6  | 1  | 3  | 19 | 13 | +6  | 13  | Ascens a Primera Divisió |
| 3   | Reial Múrcia        | 10 | 6  | 0  | 4  | 17 | 11 | +6  | 12  | Segona promoció d'ascens |
| 4   | CE Sabadell         | 10 | 3  | 3  | 4  | 16 | 22 | −6  | 9   | Segona promoció d'ascens |
| 5   | Real Gijón          | 10 | 3  | 2  | 5  | 25 | 19 | +6  | 8   |                          |
| 6   | UD Salamanca        | 10 | 1  | 1  | 8  | 8  | 24 | −16 | 3   |                          |

### Resultats
| Casa \ Fora     | BET | ZAR | MUR | SAB | SPO | SAL |
| --------------- | --- | --- | --- | --- | --- | --- |
| Reial Betis     |     | 1–0 | 3–0 | 4–2 | 2–2 | 3–1 |
| Reial Saragossa | 4–1 |     | 0–1 | 4–1 | 2–1 | 3–1 |
| Reial Múrcia    | 6–0 | 0–1 |     | 3–0 | 2–1 | 3–1 |
| CE Sabadell FC  | 1–3 | 3–3 | 2–0 |     | 2–1 | 1–0 |
| Real Gijón      | 1–3 | 4–0 | 3–1 | 3–3 |     | 6–0 |
| UD Salamanca    | 0–1 | 0–2 | 0–1 | 1–1 | 4–3 |     |

### Segona promoció d'ascens
| 4 de juny de 1942 | Real Oviedo                    | 3-1     | CE Sabadell | Madrid                 |  |
|                   | Soladrero 56', 74' · Goyín 81' | Informe | Polo 88'    | Chamartín · Escartín · |  |

| 28 de juny de 1942 | FC Barcelona                             | 5-1     | Reial Múrcia | Madrid                 |  |
|                    | Martín 28', 61', 72', 77' · Sospedra 89' | Informe | Huguet 23'   | Chamartín · Escartín · |  |

## Promoció de descens

### Grup 1
En aquest grup quedaren enquadrats Club Ferrol, Real Santander SD i Reial Valladolid, que s'enfrontaren als equips de categoria regional Club Coruña, Cultural Leonesa i Club Langreano. Els equips de Segona Divisió d'aquest grup tenien garantida la permanència ja que no ocuparen l'última o penúltima plaça en la primera fase. Els equips de categoria regional que quedessin millor classificats que ells aconseguirien l'ascens.

| Pos | Equip                | PJ | PG | PE | PP | GF | GC | DG  | Pts |
| --- | -------------------- | -- | -- | -- | -- | -- | -- | --- | --- |
| 1   | Cultural Leonesa (P) | 10 | 5  | 2  | 3  | 24 | 18 | +6  | 12  |
| 2   | Reial Valladolid     | 10 | 6  | 0  | 4  | 19 | 15 | +4  | 12  |
| 3   | Real Santander       | 10 | 5  | 1  | 4  | 26 | 13 | +13 | 11  |
| 4   | Ferrol               | 10 | 5  | 1  | 4  | 23 | 19 | +4  | 11  |
| 5   | Coruña               | 10 | 4  | 0  | 6  | 25 | 26 | −1  | 8   |
| 6   | Langreano            | 10 | 3  | 0  | 7  | 13 | 39 | −26 | 6   |

### Grup 2
En aquest grup quedaren enquadrats Arenas Club, CD Baracaldo Oriamendi i Real Unión Club, que s'enfrontaren als equips de categoria regional SD Indauchu, CD Logroñés i SD Rayo Cantabria. El CD Baracaldo Oriamendi tenia garantida la permanència, mentre que Arenas Club i Real Unión Club havien de quedar millor classificats que tots els equips de Regional. Si un equip de categoria regional quedés millor classificat que algun d'ells no tindria garantit l'ascens però provocaria el descens del mateix.

| Pos | Equip               | PJ | PG | PE | PP | GF | GC | DG  | Pts |
| --- | ------------------- | -- | -- | -- | -- | -- | -- | --- | --- |
| 1   | Arenas              | 10 | 8  | 1  | 1  | 31 | 4  | +27 | 17  |
| 2   | CD Logroñés         | 10 | 6  | 1  | 3  | 24 | 17 | +7  | 13  |
| 3   | Barakaldo-Oriamendi | 10 | 6  | 1  | 3  | 22 | 16 | +6  | 13  |
| 4   | Rayo Cantabria      | 10 | 4  | 1  | 5  | 20 | 20 | 0   | 9   |
| 5   | Indauchu            | 10 | 2  | 0  | 8  | 20 | 36 | −16 | 4   |
| 6   | Real Unión (R)      | 10 | 2  | 0  | 8  | 8  | 32 | −24 | 4   |

### Grup 3
En aquest grup quedaren enquadrats CD Alavés, AD Ferroviaria i Atlético Osasuna, que s'enfrontaven als equips de categoria regional Club Atlético Zaragoza, Imperio CF i CD Tudelano. El CD Alavés i l'Atlético Osasuna tenien garantida la permanència, mentre que l'AD Ferroviaria havia de quedar millor classificat que tots els equips de categoria regional per aconseguir la permanència. Si diversos equips de categoria regional quedessin millor classificats que l'AD Ferroviaria només aconseguiria l'ascens el millor classificat.

| Pos | Equip             | PJ | PG | PE | PP | GF | GC | DG  | Pts |
| --- | ----------------- | -- | -- | -- | -- | -- | -- | --- | --- |
| 1   | CA Osasuna        | 10 | 8  | 1  | 1  | 33 | 10 | +23 | 17  |
| 2   | Ferroviaria       | 10 | 5  | 3  | 2  | 19 | 12 | +7  | 13  |
| 3   | Alavés            | 10 | 4  | 2  | 4  | 26 | 21 | +5  | 10  |
| 4   | Imperio Madrid    | 10 | 4  | 2  | 4  | 18 | 19 | −1  | 10  |
| 5   | CD Tudelano       | 10 | 3  | 1  | 6  | 16 | 31 | −15 | 7   |
| 6   | Atlético Zaragoza | 10 | 1  | 1  | 8  | 10 | 29 | −19 | 3   |

### Grup 4
En aquest grup quedaren enquadrats CE Constància, Girona CF i UE Llevant-Gimnàstic, que s'enfrontaren als equips de categoria regional CD Mallorca, FC Martinenc i CD Terrassa. El CE Constància i el Girona CF tenien garantida la permanència, mentre que el UE Llevant-Gimnàstic havia de quedar millor classificat que tots els equips de categoria regional per aconseguir la permanència. Si diversos equips de categoria regional quedessin millor classificats que el UE Llevant-Gimnàstic només aconseguiria l'ascens el millor classificat.

| Pos | Equip                 | PJ | PG | PE | PP | GF | GC | DG  | Pts |
| --- | --------------------- | -- | -- | -- | -- | -- | -- | --- | --- |
| 1   | Terrassa FC (P)       | 10 | 6  | 3  | 1  | 24 | 7  | +17 | 15  |
| 2   | Llevant-Gimnàstic (R) | 10 | 5  | 2  | 3  | 23 | 20 | +3  | 12  |
| 3   | RCD Mallorca          | 10 | 4  | 2  | 4  | 20 | 17 | +3  | 10  |
| 4   | Constància            | 10 | 4  | 2  | 4  | 19 | 19 | 0   | 10  |
| 5   | Girona FC             | 10 | 3  | 1  | 6  | 18 | 23 | −5  | 7   |
| 6   | Martinenc             | 10 | 3  | 0  | 7  | 10 | 28 | −18 | 6   |

### Grup 5
En aquest grup quedaren enquadrats Cartagena CF, Elx CF i CD Málaga, que s'enfrontaren als equips de categoria regional CE Alcoià, CD Córdoba i CD Eldense. Elx CF i CD Málaga tenien garantida la permanència, mentre que el Cartagena CF havia de quedar millor classificat que tots els equips de categoria regional per aconseguir la permanència. Si diversos equips de categoria regional quedessin millor classificats que el Cartagena CF només aconseguiria l'ascens el millor classificat.

| Pos | Equip            | PJ | PG | PE | PP | GF | GC | DG  | Pts |
| --- | ---------------- | -- | -- | -- | -- | -- | -- | --- | --- |
| 1   | CD Málaga        | 10 | 6  | 3  | 1  | 22 | 17 | +5  | 15  |
| 2   | Elx CF           | 10 | 5  | 2  | 3  | 24 | 13 | +11 | 12  |
| 3   | CE Alcoià (P)    | 10 | 5  | 1  | 4  | 17 | 13 | +4  | 11  |
| 4   | CD Eldense       | 10 | 5  | 1  | 4  | 22 | 20 | +2  | 11  |
| 5   | Cartagena CF (R) | 10 | 2  | 2  | 6  | 11 | 21 | −10 | 6   |
| 6   | CD Córdoba       | 10 | 2  | 1  | 7  | 11 | 23 | −12 | 5   |

### Grup 6
En aquest grup quedaren enquadrats Cadis CF, SD Ceuta i Xerez CF, que s'enfrontaren als equips de categoria regional CD Badajoz, Recreativo Ónuba i Atlético Tetuán. El Cadis CF i el SD Ceuta tenien garantida la permanència, mentre que el Xerez CF havia de quedar millor classificat que tots els equips de categoria regional per aconseguir la permanència. Si diversos equips de categoria regional quedessin millor classificats que el Xerez CF només aconseguiria l'ascens el millor classificat.

| Pos | Equip           | PJ | PG | PE | PP | GF | GC | DG  | Pts |
| --- | --------------- | -- | -- | -- | -- | -- | -- | --- | --- |
| 1   | Ceuta           | 10 | 8  | 1  | 1  | 26 | 7  | +19 | 17  |
| 2   | Xerez Club      | 10 | 7  | 1  | 2  | 27 | 15 | +12 | 15  |
| 3   | Recreativo      | 10 | 4  | 1  | 5  | 21 | 22 | −1  | 9   |
| 4   | Cadis CF        | 10 | 3  | 2  | 5  | 20 | 21 | −1  | 8   |
| 5   | Atlético Tetuán | 10 | 3  | 0  | 7  | 13 | 24 | −11 | 6   |
| 6   | Badajoz         | 10 | 2  | 1  | 7  | 11 | 29 | −18 | 5   |

## Resultats finals
- Campió: Real Betis Balompié.
- Ascens a Primera divisió: Real Betis Balompié, Zaragoza Fútbol Club.
- Descens a Segona divisió: Hèrcules Club de Futbol, Reial Societat.
- Ascens a Segona divisió: Cultural Leonesa, CD Terrassa, CE Alcoià.
- Descens a Tercera divisió: Cartagena Club de Fútbol, Real Unión Club, UE Llevant-Gimnàstic.